# Бойл, Дэвид, 7-й граф Глазго
Дэвид Бойл, 7-й граф Глазго (англ. David Boyle, 7th Earl of Glasgow; 31 мая 1833 — 13 декабря 1915) — британский военно-морской командир и колониальный губернатор. Он занимал пост губернатора Новой Зеландии с 1892 по 1897 год.

## Происхождение
Родился 31 мая 1833 года. Старший сын Патрика Бойла (1806—1874), старшего сына Дэвида Бойла, лорда Бойла (1772—1853), от его первой жены Элизабет Монтгомери (? — 1822). Его матерью была Мэри Фрэнсис Элфинстон-Дэлримпл (1808—1880), дочь сэра Роберта Дэлримпл-Хорна-Элфинстона, 1-го баронета (1766—1848), и Грэм Хепберн.

## Биография
Дэвид Бойл служил в Королевском флоте во время Крымской и Второй опиумных войн. Он был командиром HMS Niobe, когда корабль потерпел крушение в 1874 году. Он вышел в отставку в звании капитана.
23 апреля 1890 года после смерти своего дальнего родственника, Джорджа Бойла, 6-го графа Глазго (1825—1890), не оставившего после себя наследников мужского пола, Дэвид Бойл унаследовал титулы 7-го графа Глазго (Пэрство Шотландии), 7-го виконта Келберна (Пэрство Шотландии), 7-го лорда Бойла из Келберна, Стюартауна, Финника, Ларгса и Дэлри (Пэрство Шотландии) и 7-го лорда Бойла из Стюартауна, Камбреса, Фенвика, Ларгса и Дэлри (Пэрство Шотландии).
Дэвид Бойл был генерал-губернатором Новой Зеландии с 1892 по 1897 год. Пригород Веллингтона Келберн в Новой Зеландии назван в честь виконта Келберна, старшего сына Дэвида Бойла.
По возвращении в Великобританию лорд Глазго был возведен в звание пэра Соединённого королевства 23 июля 1897 года как барон Фэрли из Фэрли в графстве Айршир, что давало ему и его потомкам возможность заседать в Палате лордов Великобритании (графство Глазго и его вспомогательные титулы относились к Пэрству Шотландии).
Лорд Глазго получил степень почетного доктора права Университета Глазго, когда в июне 1901 года они отмечали 450-летний юбилей, и степень почётного доктора права Дублинского университета, Дублин, Ирландия.
Лорд Глазго занимал должности заместителя лейтенанта графства Айршира и мирового судьи графства Айршира.

## Семья
23 июля 1873 года Дэвид Бойл женился на Доротее Элизабет Томасине Хантер-Блэр (? — 23 января 1923), старшей дочери сэра Эдварда Хантера-Блера, 4-го баронета (1818—1896), и его жены Элизабет, дочери Джорджа Вошопа. У супругов было пять сыновей и три дочери:
- Капитан Патрик Джеймс Бойл, 8-й граф Глазго (18 июня 1874 — 14 декабря 1963)[1], старший сын и преемник отца.
- Лейтенант Достопочтенный Эдвард Джордж Бойл (16 июня 1875 — 23 октября 1898), не женат.
- Леди Огаста Хелен Элизабет Бойл (25 августа 1876 — 12 мая 1967)[1], 1-й муж с 1898 года Чарльз Линдси Орр-Юинг (1860—1903); 2-й муж с 1914 года — Томас Инскип, 1-й виконт Кэлдекот (1876—1947).
- Леди Элис Мэри Бойл (18 декабря 1877 — 1 января 1958), в 1901 году она вышла замуж за генерала сэра Чарльза Фергюссона, 7-го баронета (1865—1951).
- Леди Дороти Монтегю Бойл (14 марта 1879 — 17 марта 1968), в 1899 году она вышла замуж за Гаторна Гаторна-Харди, 3-го графа Крэнбрука (1870—1915).
- Капитан Достопочтенный Джеймс Бойл (11 марта 1880 — 18 октября 1914)[1], в 1908 году женился на Кэтрин Изабель Салвин Боулби.
- Коммодор авиации Достопочтенный Джон Дэвид Бойл (8 июля 1884 — 25 сентября 1974)[1], 1-я жена с 1913 года — Этель Ходжес (? — 1932); 2-я жена с 1934 года — Мари Гибб.
- Достопочтенный Алан Реджинальд Бойл (8 октября 1886 — 10 октября 1958), в 1916 году она на Изабель Джулии Халл.

Лорд Глазго скончался в декабре 1915 года в возрасте 82 лет, и ему наследовал графство его старший сын Патрик.